# Расино
Расино (мкд. Расино) је насеље у Северној Македонији, у југозападном делу државе. Расино припада општини Охрид.

## Географија
Насеље Расино је смештено у југозападном делу Северне Македоније. Од најближег града, Охрида, насеље је удаљено 12 km северно.
Расино се налази у историјској области Охридски крај, која се обухвата простор источно и североисточно од Охридског језера. Насеље је смештено високо, на југозападним падинама Плакенске планине. Надморска висина насеља је приближно 830 метара.
Клима у насељу је планинска због знатне надморске висине.

## Становништво
Расино је према последњем попису из 2002. године имало 8 становника. 
Већину становништва чине етнички Македонци (100%).
Већинска вероисповест је православље.